# Hemixera
Hemixera là một chi bướm đêm thuộc họ Geometridae.